# Pithecops fulgens
Pithecops fulgens är en fjärilsart som beskrevs av William Doherty 1889. Pithecops fulgens ingår i släktet Pithecops och familjen juvelvingar. Inga underarter finns listade i Catalogue of Life.